# Shirley Eaton
Shirley Eaton (* 12. Januar 1937 in London) ist eine britische Schauspielerin, die als Bondgirl Jill Masterson in Goldfinger (1964) berühmt wurde.

## Leben und Karriere
Den ersten Auftritt vor einer Kamera absolvierte Eaton bereits mit zwölf Jahren in der Fernsehpremiere von Benjamin Brittens Kinderoper The Little Sweep. In den 1950er und 1960er Jahren trat sie in vielen britischen Komödien auf. Während ihrer Karriere drehte sie zusammen mit vielen bekannten britischen Komödienstars wie Jimmy Edwards, Max Bygraves, Bob Monkhouse und Arthur Askey. Ihre weiblichen Co-Stars waren unter anderem Peggy Mount, Thora Hird und Dora Bryan. Sie war in mehreren frühen Filmen der Komödienreihe Carry On … für den Sexappeal zuständig.
Frühe Rollen hatte sie 1956 in Drei Mann in einem Boot und im selben Jahr an der Seite von Dirk Bogarde in Hilfe, der Doktor kommt! In den nächsten Jahren arbeitete sie auch mit Peter Sellers in Die nackte Wahrheit und mit Mickey Spillane in dem Kriminalfilm Der Killer wird gekillt zusammen, in dem Spillane seine eigene literarische Schöpfung Mike Hammer spielte.
Bekanntheit erlangte sie 1964 an der Seite von Sean Connery in dem James-Bond-Film Goldfinger. Ihr Auftritt als „vergoldetes Bondgirl“ Jill Masterson gilt bis heute als eine der berühmtesten Szenen der Filmgeschichte. Sie zierte außerdem den Titel der Zeitschrift Life. 2008 wurde die Szene in dem James-Bond-Film Ein Quantum Trost zitiert, in dem das Bondgirl Strawberry Fields, dargestellt von Gemma Arterton, ganz mit Öl überzogen tot auf dem Bett lag, ähnlich wie Eaton 44 Jahre zuvor.
1965 spielte Eaton Hauptrollen in der Agatha-Christie-Verfilmung Geheimnis im blauen Schloß und in dem Science-Fiction-Abenteuer Unter Wasser rund um die Welt. Im Fernsehen sah man sie u. a. als Gaststar in drei Episoden der Serie Simon Templar an der Seite von Roger Moore. Ende der 1960er Jahre spielte sie in zwei Filmen die von Sax Rohmer geschaffene „Superschurkin“ Sumuru, die nach der Weltherrschaft strebt, eine für sie ungewöhnliche Rolle. Kurz darauf zog sich Shirley Eaton aus dem Schauspielberuf zurück, um sich ihrer Familie (sie hat zwei Kinder) widmen zu können.
Im Jahr 2000 kam ihre Autobiografie mit dem Titel Golden Girl heraus. Anschließend veröffentlichte sie zwei Bildbände: Golden Girl Shirley Eaton: Her Reflections, das Aufnahmen aus ihrer Filmkarriere enthält, sowie Shirley Eaton, Bond’s Golden Girl; her own ART Gallery, in dem sie eigene Gemälde, Skulpturen und Fotografien präsentiert.

## Schriften
- 2000: Golden Girl

## Filmografie
- 1951: Parent-Craft (Serie, 6 Folgen)
- 1953: A Day to Remember
- 1954: And So to Bentley (Serie, 1 Folge)
- 1954: Die Schönen von St. Trinians (1954) (The Belles of St. Trinian’s)
- 1954: Aber, Herr Doktor… (Doctor in the House)
- 1954: Endstation Harem (You Know What Sailors Are)
- 1955: The Love Match
- 1956: Drei Mann in einem Boot (Three Men in a Boat)
- 1956: Sailor Beware
- 1956: Charley Moon
- 1957: Die nackte Wahrheit (The Naked Truth)
- 1957: Date with Disaster
- 1957: Hilfe, der Doktor kommt! (Doctor at Large)
- 1958: Noch mehr Ärger in der Army (Further Up the Creek)
- 1958: Kopf hoch – Brust raus! (Carry On Sergeant)
- 1959: In the Wake of a Stranger
- 1959: 41 Grad Liebe (Carry On Nurse)
- 1960: Life Is a Circus
- 1960: Ist ja irre – Diese strammen Polizisten (Carry On, Constable)
- 1961: Leiche auf Urlaub (What a Carve Up!)
- 1961: Die Creme, von der man spricht (Dentist on the Job)
- 1961: A Weekend with Lulu
- 1961: Nearly a Nasty Accident
- 1962: Man of the World (Fernsehserie, eine Folge)
- 1962: Our Man in the Caribbean
- 1962–1968: Simon Templar (The Saint) (Fernsehserie, drei Folgen)
- 1963: Der Killer wird gekillt (The Girl Hunters)
- 1964: James Bond 007 – Goldfinger (Goldfinger)
- 1964: Safari zur Hölle (Rhino!)
- 1965: Geheimnis im blauen Schloß (Ten Little Indians)
- 1965: The Naked Brigade
- 1966: Unter Wasser rund um die Welt (Around the World Under the Sea)
- 1967: Sumuru – Die Tochter des Satans (The Million Eyes of Sumuru)
- 1967: Acht gehen türmen (Eight on the Lam)
- 1967: The Scorpio Letters (TV-Film)
- 1968: Der Todeskuss des Dr. Fu Man Chu (The Blood of Fu Manchu)
- 1969: Die sieben Männer der Sumuru (The Seven Secrets of Sumuru)
- 2001: Everdream (Kurzfilm)